# Munia od Álave
Munia od Álave (8. st.) bila je asturijska kraljica supruga. Rođena je u Álavi.

## Biografija
Prema Kronici Alfonsa III., kralj Fruela I. Asturijski oženio se Munijom, koja je bila „mlada djevojka“. Sin kraljevskog para bio je Alfons II. Asturijski. Prema legendi, Munia i njen muž dobili su kćer Jimenu. Munia je postala udovica 768. godine, a pobjegla je u samostan. Alfons, Munijin sin, zavladao je 791. godine.
Munia i njezin muž pokopani su u katedrali u Ovijedu.

## Pogledajte također
- Popis supruga asturskih vladara